# Close-up magic

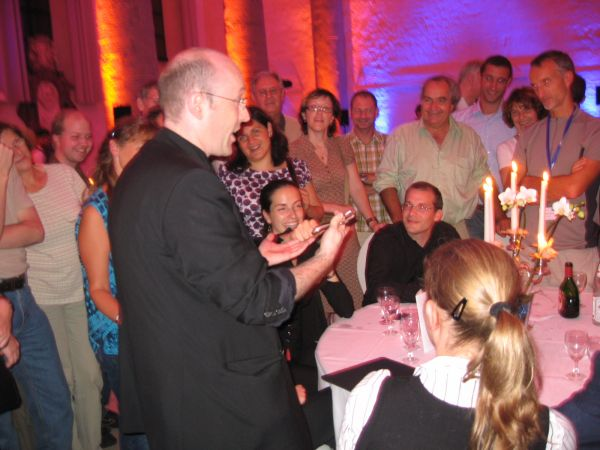
Martin Eisele

Close-up magic (van dichtbij goochelen) is het goochelen voor kleine groepen op korte afstand.
Omdat de toeschouwers er als het ware met de neus boven op zitten, kan een spontane en ontspannen sfeer ontstaan waarbij interactie een grote rol speelt. Vaak gebruikt de close-upgoochelaar niet veel meer dan een spel kaarten, wat munten, bekertjes en balletjes. Hierdoor is deze vorm van goochelen bij uitstek geschikt voor feesten en partijen, in restaurants en tijdens borrels.
In tegenstelling tot het goochelen op het toneel, begeeft de artiest zich tussen het publiek en maakt zelden gebruik van licht, geluid, of andere theatrale hulpmiddelen. Vingervlugheid, psychologie en een innemende persoonlijkheid zijn dan ook essentieel voor de close-upgoochelaar.

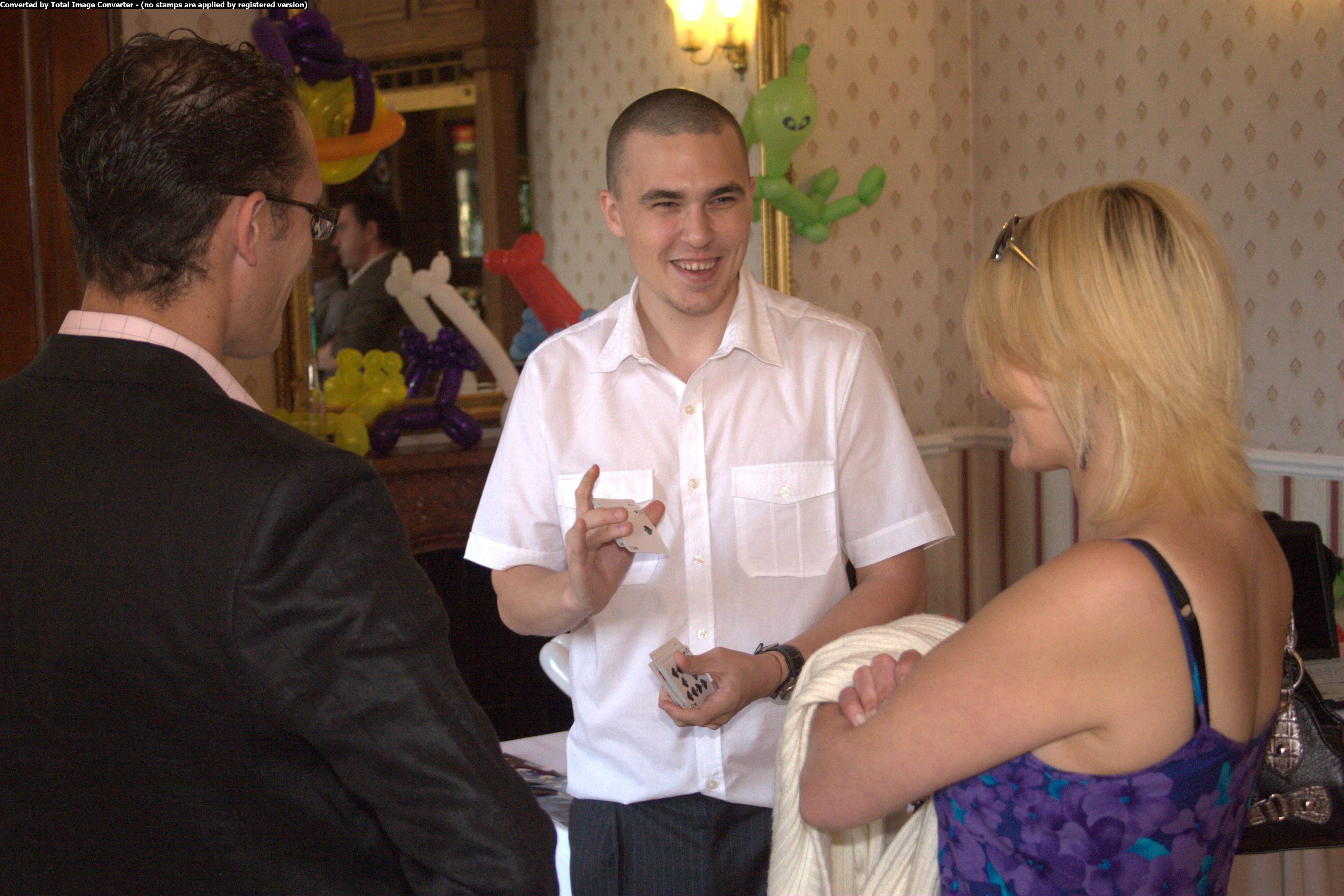
Andrew Nunn